# Naturschutzgebiet Rennacken
Das Naturschutzgebiet Rennacken ist ein 6,34 ha großes Naturschutzgebiet (NSG) südwestlich Gleierbrück in der Gemeinde Lennestadt. Das Gebiet wurde 2006 mit dem Landschaftsplan Elsper Senke – Lennebergland. Nr. 2 durch den Kreis Olpe als (NSG) ausgewiesen.

## Beschreibung
Beim NSG handelt es sich um den steilen, nordexponierten Bergrücken Rennacken der zum Lennetal abfällt. Es handelt sich um einen Laubwald mit kleinen, von Moosen, Flechten und Farnen bewachsenen Felsbereichen. Aufgrund des kühlfeuchten Lokalklimas sind Teilbereiche seltene Schluchtwälder und Schatthangwälder. Auch Bereiche mit Rotbuchen befinden sich im NSG. Zwischen diesen Laubwaldbereichen befinden sich auch Fichtenwaldbereiche.
In über 120-jährigen Laubholzbeständen sollen je Hektar bis zu zehn starke Altbäume, insbesondere Horst- und Höhlenbäume, bestimmt werden und als Alt- oder Totholz für die Zerfallsphase in den Beständen belassen werden.

## Schutzzweck
Das NSG soll dieses Waldgebiet mit Buchenwäldern, Schlucht- und Schatthangwäldern sowie dessen landschaftsraumtypischer Tier- und Pflanzenarten schützen. Wie bei allen Naturschutzgebieten in Deutschland wurde in der Schutzausweisung darauf hingewiesen, dass das Gebiet „wegen der Seltenheit, besonderen Eigenart und Schönheit des Gebietes“ zum Naturschutzgebiet erklärt wurde.